# 大野修一
大野 修一（おおの しゅういち、1964年 - ）は、日本の編集者で、アニメ雑誌「アニメージュ」の元統括プロデューサー、元編集長。日本SF作家クラブ会員。

## 来歴
明治大学SF研究会出身。在学中、自主映画「明治残侠伝」にて好色な悪党役を演じた。
卒業後、SF雑誌「SFアドベンチャー」の編集者を志し、1987年に徳間書店に入社。しかし、「SFファンがSF雑誌の編集をしてはいけない」といわれ、漫画雑誌に配属される。「少年キャプテン」の編集を経て「Chara」の創刊編集長に就任、漫画誌の編集を12年間勤める。その後、日本SF新人賞の開始に伴い文芸セクションへ移動。不定期誌「SF Japan」と徳間デュアル文庫を立ち上げ編集長に。
2002年より2005年まで月刊アニメージュ編集長（七代目）。「アニメージュ」誌編集長を務める傍ら、アニマックスで放送のアキハバラ情報局の「教えて!アニメージュ」コーナーや、ファミリー劇場で放送の『月刊アニメージュTV』に出演。2005年にラジオ関西『改め!ラジオ新現実』『それでもラジオ新現実』にレギュラー出演、「大野修一のSFアドベンチャー」というSF本を紹介するコーナーを受け持っていた。また「アニメージュ」の統括プロデューサー時の2008年には外務省のアニメ文化大使諮問委員会の一員として「ドラえもん」をアニメ文化大使に選定し、「月刊COMICリュウ」編集長だった2010年には東京都青少年健全育成条例の改正に際して「非実在青少年◆読本」の編集を担当した。
2017年に徳間書店を退社して復刊ドットコムの編集者となる。2019年に退社してフリーの編集者となる。